# Robert Smigel
Robert Smigel (New York, 7 februari 1960) is een Amerikaanse acteur, humorist, poppenspeler, komiek en schrijver voor onder andere Saturday Night Live. Smigel heeft bekendheid gekregen als stem van Triumph the Insult Comic Dog.
In 2012 sprak Smigel de stem in van een verklede Dracula op de "Monster Parade" voor de animatiefilm Hotel Transylvania, voor deze film schreef hij ook mee aan het script.
- Biblioteca Nacional de España: XX4774758
- Bibliothèque nationale de France: cb162630965 (data)
- Gemeinsame Normdatei: 1153087189
- International Standard Name Identifier: 0000 0001 1567 3935
- Library of Congress Control Number: n00024734
- MusicBrainz: 3bfec3c9-fb97-4d38-87f6-7e4b5964073d
- Nationale Bibliotheek van Tsjechië: xx0203600
- Système universitaire de documentation: 177324538
- Virtual International Authority File: 38145809
- WorldCat: E39PBJcGmXhwR4y3G7D3Fd4g8C